# Іван Гашпарович
Іва́н Гашпа́рович (словац. Ivan Gašparovič; нар. 27 березня 1941, Полтар) — президент Словаччини з 15 червня 2004 до 15 червня 2014 року, кандидат наук, доцент.

## Життєпис
Народився 27 березня 1941 р. в м. Полтар. Одружений, має двох дітей — дочку Денісу та сина Іво. У 1959—1964 рр. навчався в Юридичному факультеті Університету ім. Коменського в м. Братиславі. 1968 р. на юридичному факультеті Університету ім. Коменського здобув науковий ступінь кандидата наук та отримав звання доцента.
1964 року почав працювати в районній прокуратурі м. Мартін, згодом — в міській прокуратурі м. Братислава. Водночас, у 1966—1989 рр. був заступником голови міжнародної комісії Чехословацького Союзу Хокею.
З 1968 р. займався викладацькою діяльністю на кафедрі карного права, кримінології та криміналістики юридичного факультету Університету ім. Коменського. 1989 р. став співголовою Форуму незалежних юристів Словаччини, а 1990 — проректором Університету ім. Коменського. У 1990—1992 рр. обіймав посаду Генерального прокурора Чеської і Словацької федеративної Республіки в Празі.
1992 р. займався педагогічною діяльністю в Університеті ім. Коменського, був членом Наукової Ради університету.

## Політична кар'єра
1992 року був обраний Головою Словацької Національної Ради, працював над створенням Конституції Словацької Республіки. У 1994—1998 рр. обіймав посаду Голови Національної Ради Словацької Республіки, а в березні — жовтні 1998 р. виконував обов'язки президента Словацької Республіки. Того ж року був депутатом Національної Ради Словацької Республіки, членом Комітету Національної Ради Словацької Республіки з конституційних питань, питань мандатів та імунітету; членом парламентської делегації в Міжпарламентському Союзі. З липня до жовтня 2002 р. — незалежний депутат Національної Ради Словацької Республіки. Цього ж року, після закінчення терміну обрання та діяльності в словацькому парламенті, повернувся до педагогічної діяльності на юридичному факультеті Університету ім. Коменського.
2004 р. брав участь у виборах як кандидат на пост Президента Словацької Республіки. Переміг у другому турі виборів 17 квітня 2004 року.
Інавгурація відбулася 15 червня 2004 року.
4 квітня 2009 чинний президент Словаччини Іван Гашпарович здобув перемогу в другому турі виборів глави держави, отримавши 55 % голосів.